# Kraemeria
Kraemeria es un género de peces de la familia Gobiidae. Fue descrito por Franz Steindachner en 1906.

## Especies
- Kraemeria bryani L. P. Schultz, 1941
- Kraemeria cunicularia Rofen, 1958
- Kraemeria galatheaensis Rofen, 1958
- Kraemeria merensis Whitley, 1935
- Kraemeria nuda (Regan, 1908)
- Kraemeria samoensis Steindachner, 1906
- Kraemeria tongaensis Rofen, 1958